# مؤسسة بارجيل للفنون

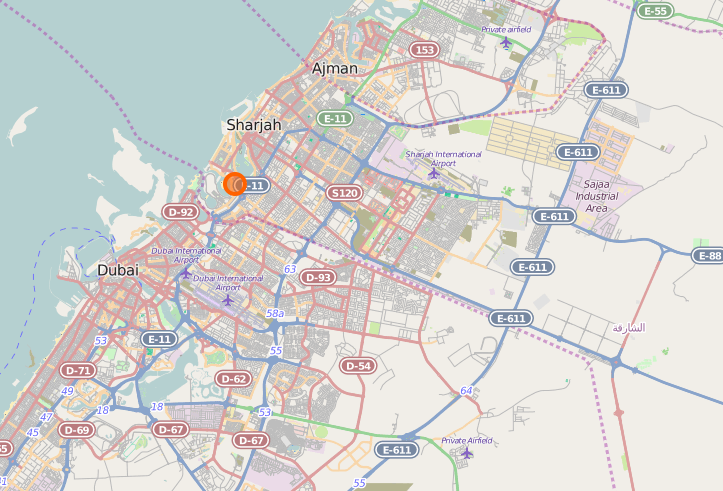
خريطة مفتوحة لموقع مؤسسة بارجيل للفنون في الشارقة، الإمارات العربية المتحدة

مؤسسة بارجيل للفنون هي متحف ومؤسسة ثقافية تتخذ من دولة الإمارات العربية المتحدة مقرا لها.  تتخصص المؤسسة في إدارة وحفظ وعرض مقتنيات المجموعة الفنية الشخصية لسلطان سعود القاسمي. تعمل المؤسسة كمرجع للفن العربي الحديث والمعاصر حيث تقوم باستضافة المعارض وإعارة الأعمال الفنية إلى مؤسسات عالمية كمؤسسة سيرالفيس (البرتغال) ومتحف موري للفنون (طوكيو)، كما تأخذ دورا تعليميا في المجتمعات الفنية المحلية والعالمية في الوقت ذاته. قامت المؤسسة بعرض أعمال تلقي الضوء على قيمة التراث والعائلة والأنظمة والتاريخ والطرق التي يتم من خلالها ترجمة هذه العناصر في سياق العولمة. تتفحص أعمال أخرى الحياة في المهجر والرغبة في خلق هوية أو إعادة تكوين تاريخ قد ضاع وتشتت.

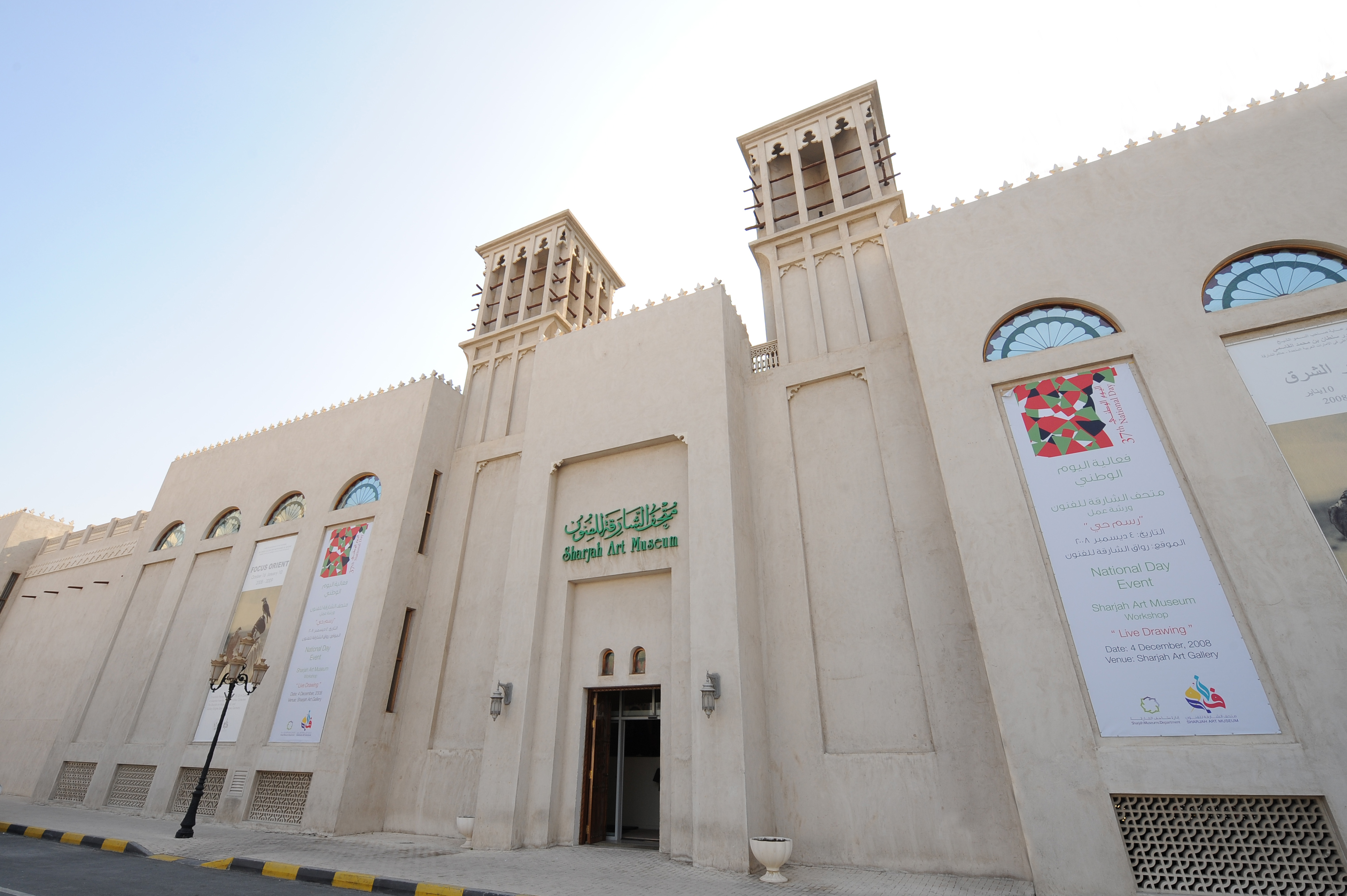
متحف الشارقة للفنون، المقر الحالي لمؤسسة بارجيل

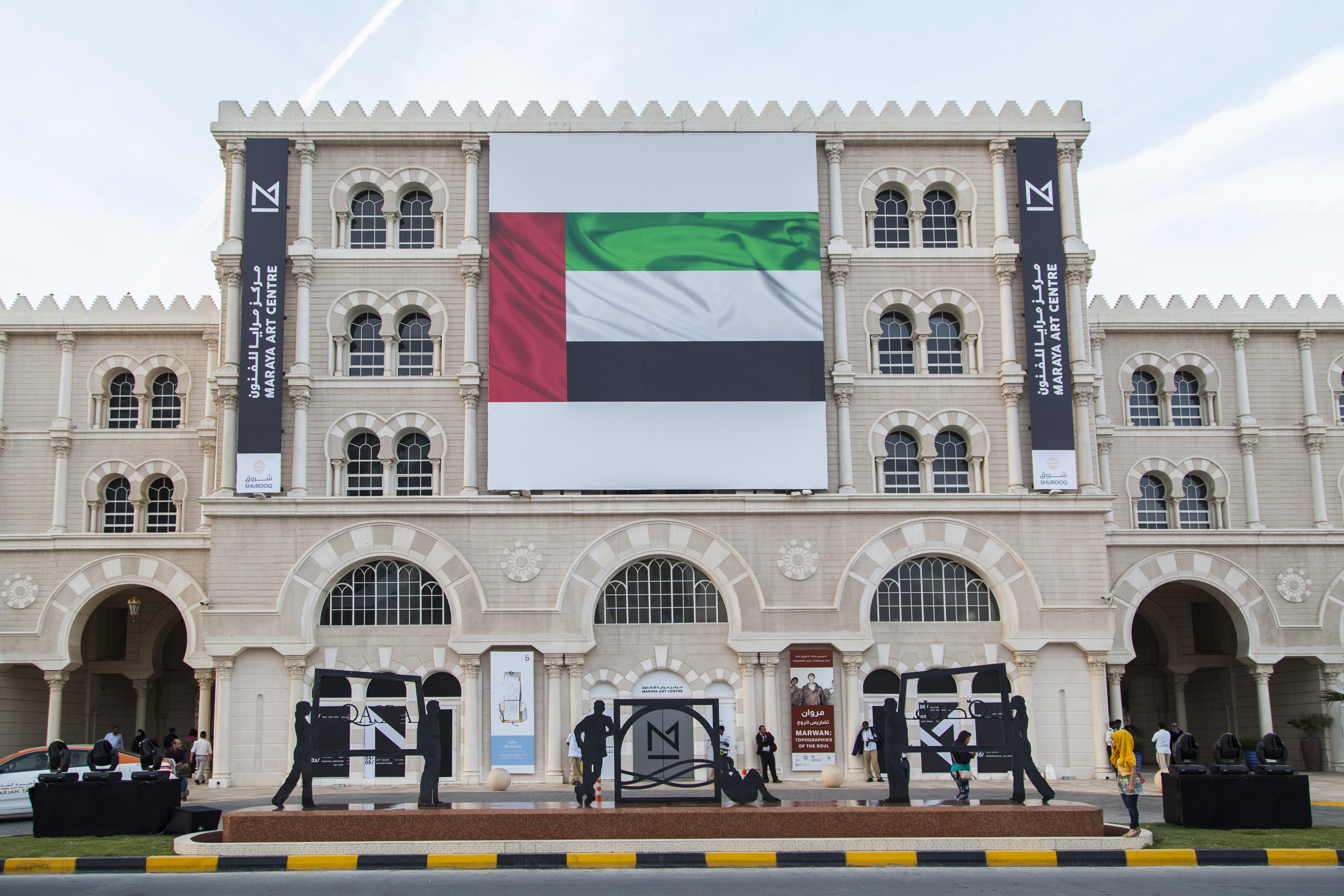
المقر السابق لمؤسسة بارجيل في منطقة القصباء

تبادر مؤسسة بارجيل للفنون في دعم وتقديم مشاريع فنية في جميع أنحاء العالم حيث أنها تهدف إلى إنشاء منصة عامة للنقاش الحيوي الدائر حول الممارسات الفنية المعاصرة للفنانين ذوي الأصول العربية من خلال معارض مقيّمة فنياً لأعمال المجموعة، وإعارات فنية لمؤسسات رائدة ومحافل دولية مثل مهرجان أصيلة (المغرب) وآرت دبي (الإمارات العربية المتحدة)، فضلاً عن جهود المؤسسة المتنوعة في دعم الأنشطة التعليمية من خلال المساهمة في مشروع أرشيف موسوعة «متحف» للفن الحديث والعالم العربي (MEEMAW)، علاوة على تنظيم حلقات نقاش وجولات للطلاب.
تتضمن مجموعة المؤسسة أكثر من 1000 قطعة فنية حديثة ومعاصرة لفنانين عرب، لتصبح المؤسسة بالتالي المجموعة الفنية الأكبر في منطقة الشرق الأوسط من حيث الشمولية  والإتاحة للعامة. تعمل المؤسسة من متحف الشارقة للفنون وكانت المؤسسة تعمل من مقرها السابق في مركز مرايا للفنون في إمارة الشارقة في منطقة القصباء.

## أعمال فنية مختارة

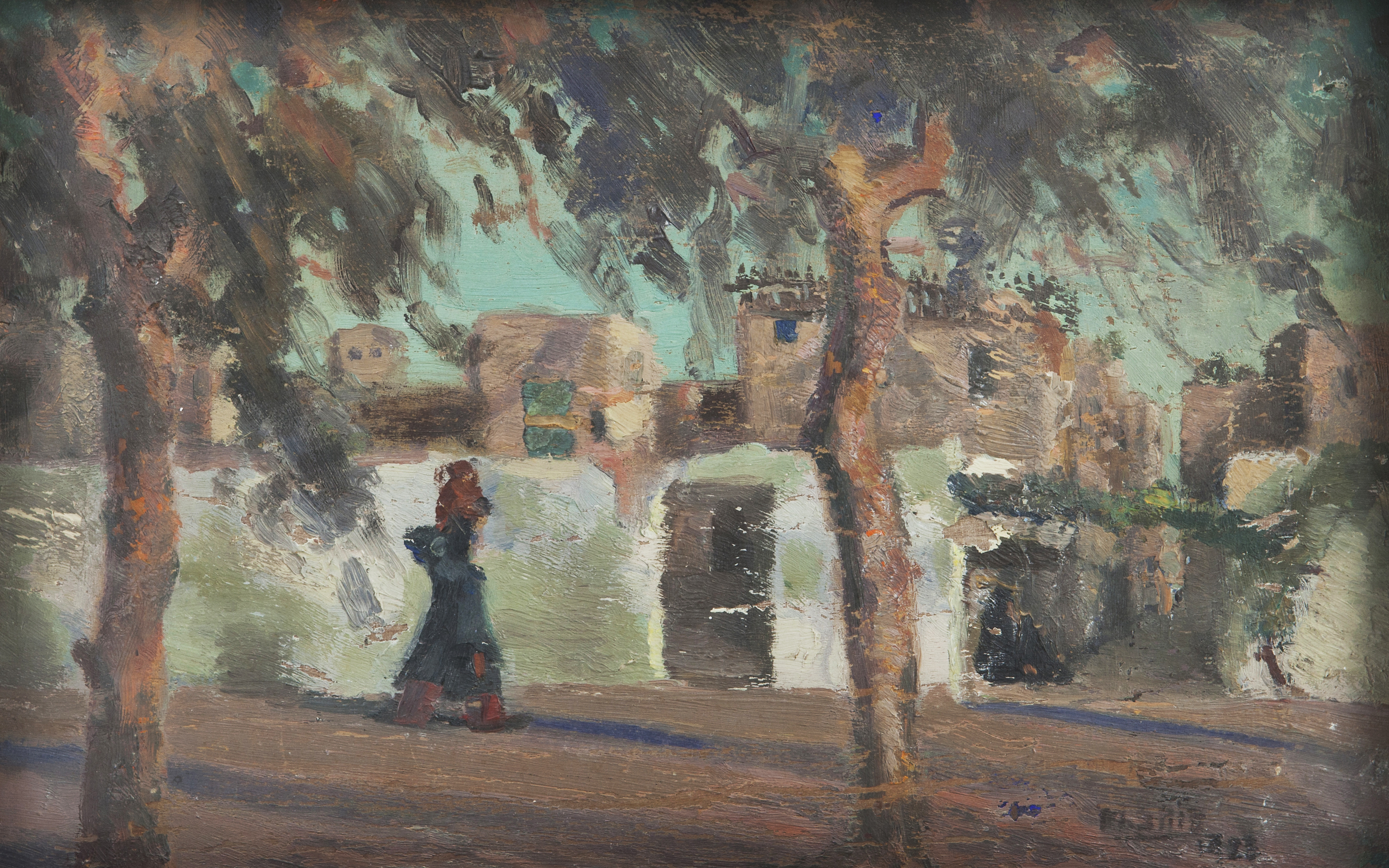
محمود سعيد (مصر): "قرية"، و "منظر طبيعي بحري"، 1923
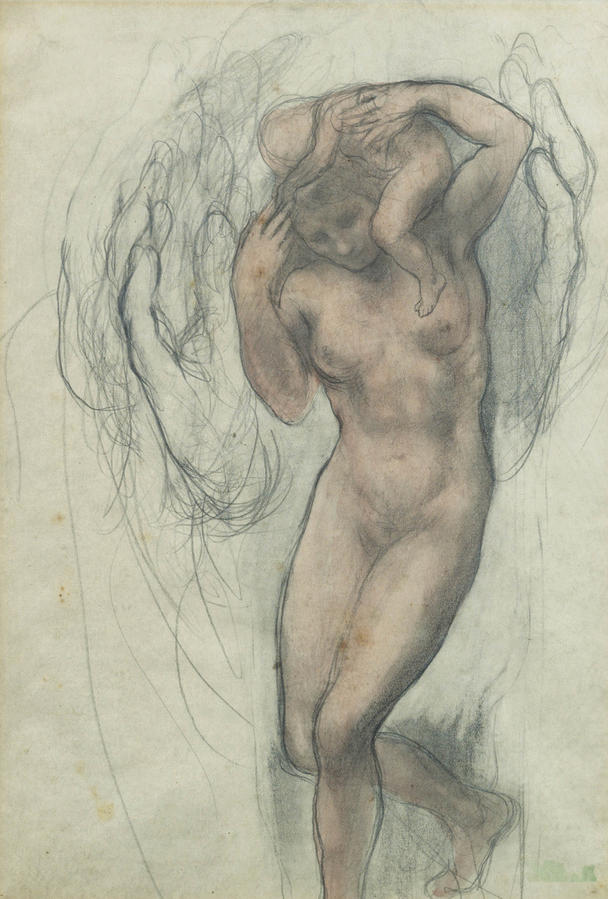
خليل جبران (لبنان): شخص واقف وطفل، دون تاريخ
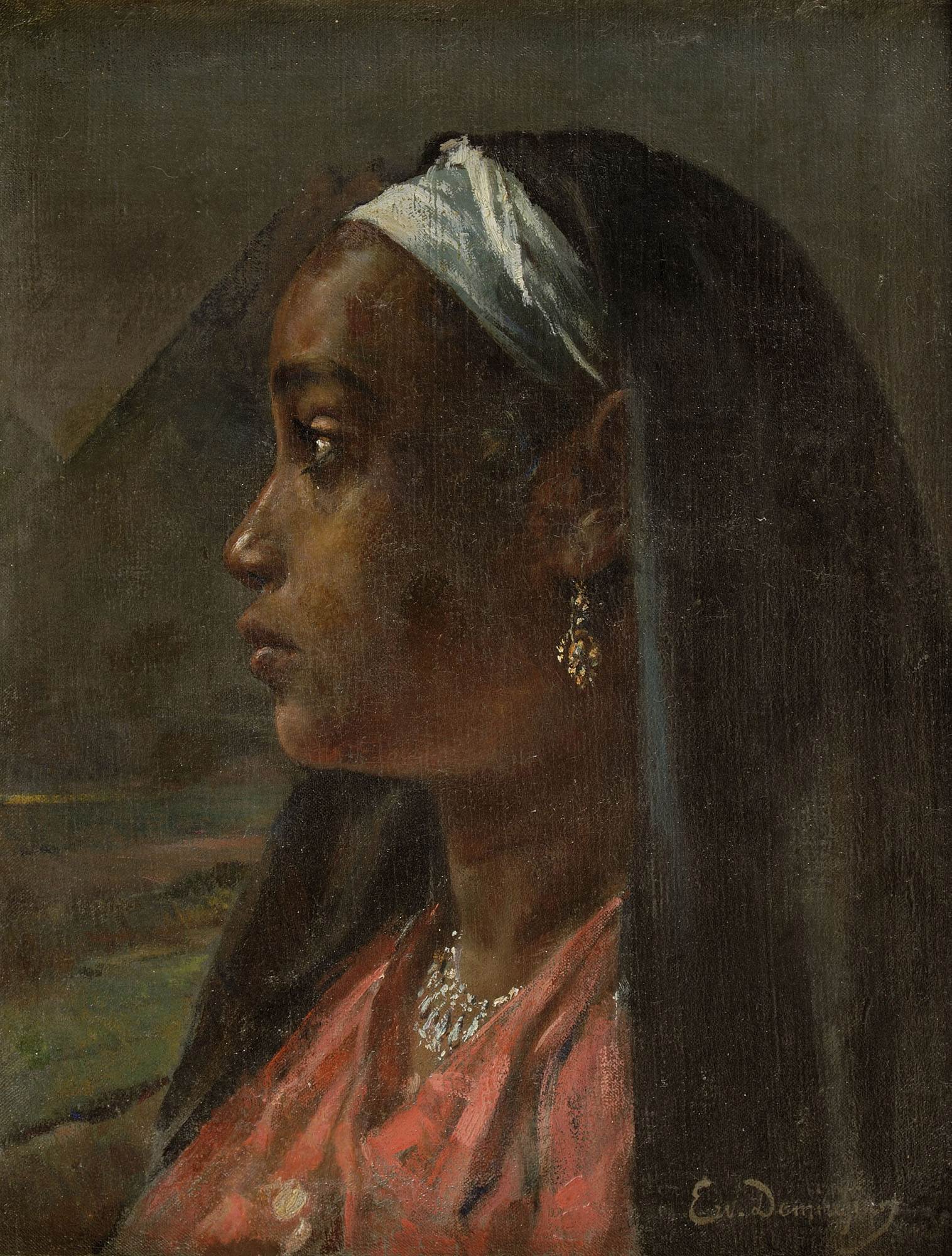
إرفاند ديميرجيان (أرمينيا/تركيا/مصر): فتاة نوبية، دون تاريخ
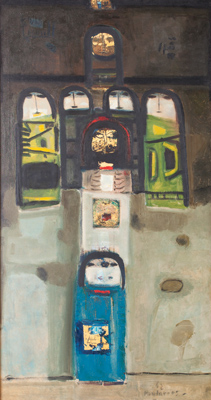
فاتح المدرس (سوريا): أيقونات المدرّس، 1962
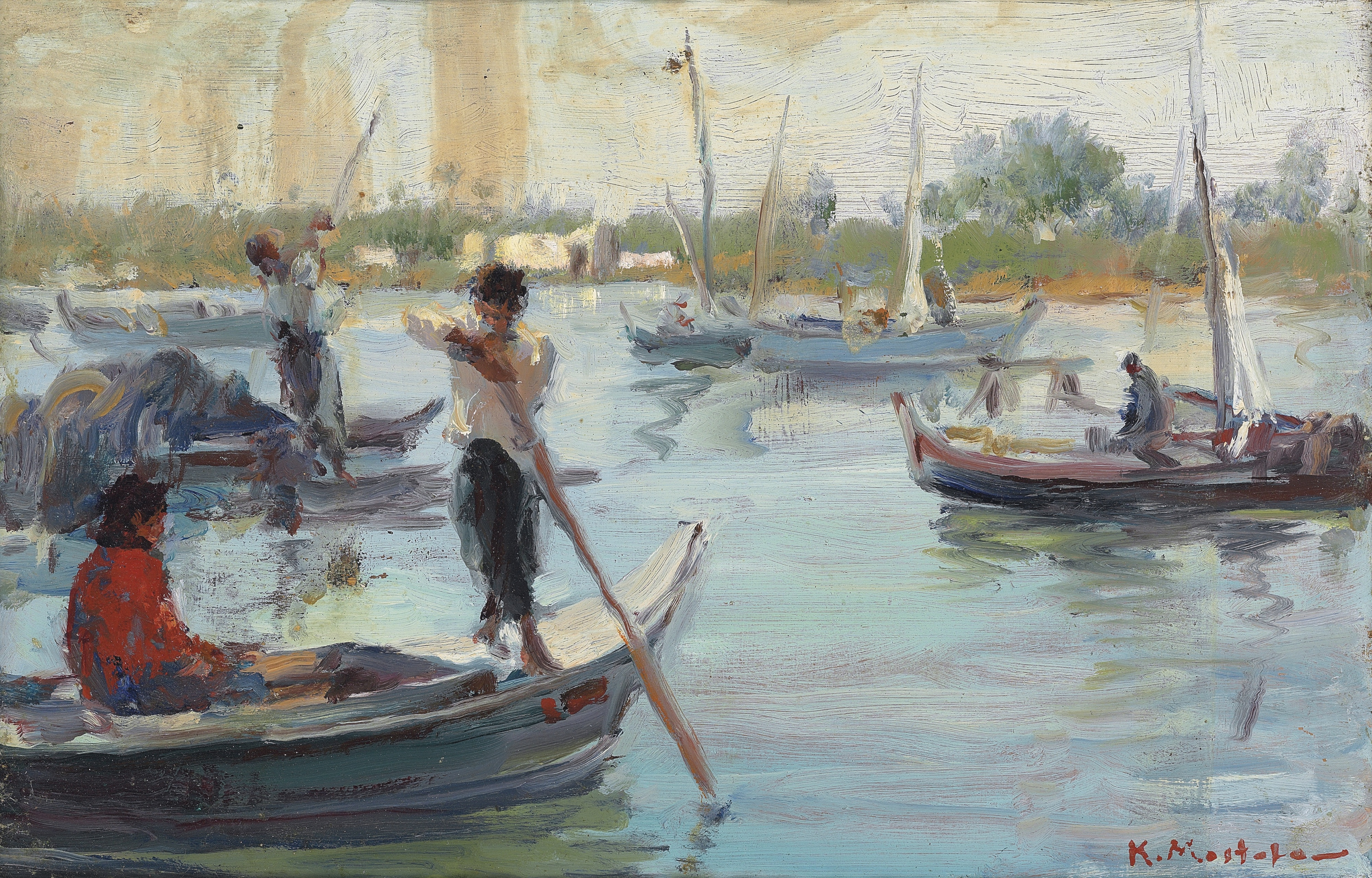
كامل مصطفى (مصر): بدون عنوان، دون تاريخ

## المعارض

### المعارض الداخلية
رؤية محيطية، 14 مارس - 28 سبتمبر، 2010.
أبرزت الأعمال المعروضة جوانب متعددة من المظاهر الاجتماعية، والسياسية، والجغرافية المكبوتة أو غير المركز عليها.
المتبقي، 22 أوكتوبر، 2010 - 22 فبراير، 2011
ركز معرض «المتبقي» على حالة التحول الدائمة التي تمر بها الثقافات العربية المعاصرة، باحثا في أفكار اللغة، والسياسة، والجغرافيا، والذاكرة العامة.
اعكس وضعك، 11 مارس - 28 سبتمبر،2011
قد تبدو عبارة «اعكس وضعك» في سياق الحديث كما لو أنها إملاء أو أمر لتعديل الوضعية التي يتخذها المرء في لقطة أمام عدسة التصوير، ولكن عندما نغوص في المعنى أكثر، نجد أن الكلمتين معاً تعبران عن الممانعة لوضع قائم، فهذا المعرض يقف على كيفية تقديم وإظهار العرب في هذا الدفق الدائم من المعلومات.
القافلة، 14 أوكتوبر،2011 - 22 فبراير،2012
تتمحور الأعمال الفنية في هذا المعرض حول أفكار الذاكرة والنوستالجيا، وتستكشف كيف أن الصور عادة ما تقوم بخلق التاريخ وهي ما تزال تتشكل من خلاله.
اغتراب، 24 مارس - 28 سبتمبر، 2012
سلطت الأعمال الفنية التي شاركت في هذا المعرض الضوء على حقيقة أن الاغتراب يتجلى في سيناريوهات متنوعة بقدر تنوع العلاقات الجيوسياسية والتجارب الشخصية اليومية.
رد الشرق، 11 مارس - 22 نوفمبر، 2013
يلقي هذا المعرض الضوء على النتاج الفني من خمسينيات حتى سبعينيات القرن العشرين، تلك الحقبة المفصلية التي شهدت انتقال العديد من البلدان العربية من نير الاستعمار الفرنسي والبريطاني، تتضح النزعة الذاتية المؤطرة لأعمال فناني تلك الفترة.
طريقة، 21 فبراير - 24 أغسطس، 2014
تعني كلمة طريقة في اللغة العربية «مسلك» أو «مسار». ويبرز هذا المعرض أعمال فنانين ركزت رحلاتهم الإبداعية على طرائق مختلفة في رؤية التقاليد الإسلامية والإشارة إليها.
أعمال فنية من السرداب، 20 سبتمبر - 8 نوفمبر، 2014
تضمن هذا المعرض مجموعة من الأعمال الفنية التي لم تعرض سابقا للعامة.
مفكرة، 6 ديسمبر، 2014 - 6 فبراير، 2015
يستقي المعرض اسمه من المصطلح الفرنسي "Aide-mémoire" الذي يرتبط غالبا بالملاحظات. يستحضر العديد من الفنانين المشاركين في هذا المعرض ذكريات شخصية أو جماعية، موضحين كيف يمكن تسجيلها أو سردها من خلال عمل جمالي وإبداعي.
مفكرة: هوامش، 1 مارس، 2015 - 1 أوكتوبر، 2015
احتفاء بالذكرى السنوية الخامسة لانطلاقتها، استضافت «مؤسسة بارجيل للفنون» الجزء الثاني من معرضها الفني «مفكرة» الذي سلط الضوء على تنوع القصص التي تشكل بمجملها معرضا ما.
جدران وهوامش، 21 أوكتوبر، 2015 - 1 فبراير، 2016
يلقي هذا المعرض الضوء على الأعمال الفنية التي تعالج الآثار والنتائج المترتبة على تشييد الحواجز والعوائق المادية والأيديولوجية.
أرض الوطن، 25 فبراير، 2016 - 1 سبتمبر، 2016
يسلط هذا المعرض الضوء على المعاناة التي عادة ما ترافقنا ونحن نتلمس طريقنا عبر الحدود السياسية والجغرافية، ويبحث في  كيفية تشكل الهوية تبعا لعلاقتنا ببقعة جغرافية معينة.
أجساد معشوقة، 14 أكتوبر، 2016 - 1 فبراير، 2017
يقدم «أجساد معشوقة» نطاقا واسعا لقراءة الجوانب المختلفة للحب والرغبة ويسلط الضوء على طيف الاثارة والإحباط والتطلعات التي ترتبط بشدة التوق الداخلي.
أجساد معشوقة 2، 4 مارس - 4 أكتوبر، 2017
يقدم المعرض صورا من الجسد بطرق مختلفة، بدءاً من الصور الأكثر دقة للأشكال المادية ووصولاً إلى الإشارات الخفية للتجارب الجسدية في سياقات اجتماعية وطبيعية وسياسية معينة.
الليل كان حبرا وكنا ورقا، 28 أكتوبر،2017 - 4 فبراير، 2018
يقدم هذا المعرض مجموعة من الأعمال الفنية المنتقاة من مجموعة بارجيل، والتي تتضمن رسومات، ولوحات زيتية، ومطبوعات ورقية تعود لمنتصف القرن العشرين وحتى وقتنا الحاضر.
بول غيراغوسيان: شواهد على الوجود، 24 فبراير - 28 أبريل، 2018
يستمد المعرض اسمه من اقتباس يعكس أفكار الفنان حيث وصف الأعمال الفنية بأنها «ممهورة للأبد» وتستحوذ على الوقت والمكان الذي تم إنجازها فيه. كما قال: «إنها شواهد على وجودنا، وسنجد دوماً شيئاً جديداً فيها»، وذلك خلال تسلمه الجائزة الأولى من «بينالي باريس» عام 1959.

#### المعارض الخارجية
شروط وأحكام، 28 يناير - 8 سبتمبر، 2013
الموقع: متحف سنغافورة للفنون، سنغافورة
يقدم هذا المعرض حوارا مفتوحا عن الطرق التي يتم بها تقديم وعرض التاريخ والوقائع الاجتماعية، مع التركيز على العالم العربي.
طرائق وأساليب، 6 - 7 مايو، 2014
الموقع: جوجل هاوس، فندق جي دابليو ماريوت ماركيز، دبي
الفنانين: حسن شريف، ونور السويدي، ومحمد كاظم، وابتسام عبد العزيز، ومحمد أحمد إبراهيم، وعبد القادر الريس، وليلى جمعة، ولطيفة بنت مكتوم، وميثاء دميثان، وخالد مزينة.
يا سماء الشرق، 29 مايو - 27 يناير، 2014
الموقع: مؤسسة أبوظبي للموسيقى والفنون، قصر الإمارات، أبو ظبي
يهدف عنوان هذا المعرض إلى تقديم مثال من تاريخ العرب المعاصر عن نتاج ثقافي شكل هوية مشتركة وحدت تحت مظلتها مجتمعات متباينة وشعوباً بأكملها.
مروان: تضاريس الروح، 6 ديسمبر، 2014 - 6 فبراير، 2015
الموقع: مركز مرايا للفنون، الشارقة
يقدم المعرض مجموعة من البورتريهات المأخوذة من الحياة، والموضوعات السياسية، وأشكالا تمثل وجوها، ويتضمن عدة رسوم لأقنعة وعناصر جامدة، رسمت من قبل الفنان مروان.
السيف، 11 يناير - 31 مارس، 2015
الموقع: منصة الفن المعاصر (كاب)، الكويت
يقدم هذا المعرض نافذة على عدة حلقات فاصلة من التاريخ، حيث لعب قرب المياه دورا أساسيا في تشكيل أو تطوير منطقة ما.
أرض الوطن، 15 يوليو، 2015 - 3 يناير، 2016
الموقع: متحف آغا خان، تورنتو
سجل من تاريخ لم يكتمل: الفن العربي من الحديث إلى المعاصر، 8 سبتمبر 2015 - 8 يناير 2017
الموقع: غاليري وايت تشابل، لندن
يتكون المعرض من أربعة أقسام:
-مناقشة الحداثة 1 (8 سبتمبر - 6 ديسمبر 2015)
-مناقشة الحداثة 2 (15 ديسمبر 2015 - 6 مارس 2016)
- صياغة المعاصر 1 (25 أبريل - 14 أغسطس 2015)
-صياغة المعاصر 2 (23 أغسطس 2016 - 8 يناير 2017)
القرن القصير، 23 أبريل - 24 ديسمبر 2016
الموقع: متحف الشارقة للفنون، الشارقة، الإمارات العربية المتحدة
يستكشف هذا المعرض عددا من الروايات الفنية في العالم العربي، من خلال لوحات تصور المناظر الطبيعية ولوحات البورتريت، وردود على التطور الاجتماعي والسياسي، ومن خلال صعود القومية.
البحر معلقا، 8 نوفمبر - 23 ديسمبر 2016
الموقع: متحف طهران للفن المعاصر، طهران، إيران
يسعى هذا المعرض إلى استكشاف فترة مهمة من تاريخ الفن العربي والتي تصاعدت نتيجة فترة من التغيرات الاجتماعية الشديدة.
حروفية: الفن والهوية، 30 نوفمبر 2016 - 28 يناير 2017
الموقع: مكتبة الإسكندرية، مصر
يستكشف هذا المعرض جوانب متعددة من الحروفية، وتعبيراتها حول المنطقة وما تعكسه على الحاضر، بتقديم عدة لقطات من لحظات، ونهج، وفنانين، ومخاوفهم من القرن العشرين وما سيأتي بالقرن الواحد والعشرين.
فن حديث من الشرق الأوسط، 24 فبراير - 16 يوليو، 2017
الموقع: متحف جامعة ييل، نيو هيفن، الولايات المتحدة الأمريكية
يلقي المعرض ضوءا على الحركة الفنية التي ازدهرت في مصر، والعراق، ولبنان، وسوريا في النصف الثاني من القرن العشرين والتي تشهد على ظهور جماليات متميزة في تلك الدول.
روائع الفن العربي الحديث والمعاصر، 27 فبراير - 25 يونيو
الموقع: معهد العالم العربي، باريس، فرنسا
يلقي هذا المعرض الضوء على الدور المهم الذي تلعبه المجموعة في الارتقاء بالأعمال الفنیة التي تتضمنها إلى مرتبة «التحفة». ویسترعي المعرض الانتباه إلى هذه الظاهرة من خلال عرض أعمال فنیة بارزة من مجموعة «بارجیل» إلى جانب أعمال أخرى ضمنها تعود لفنانین أقل شهرة.
ملامح المذهب الذاتي: بورتريه ولوحات المناظر الطبيعية ، 9 مارس - 31 مايو، 2017
الموقع: المتحف الوطني الأردني، عمان، الأردن
يسعى المعرض إلى إلقاء الضوء على التقلبات والأوضاع المتطورة في فن التصوير من خلال اثنين من أقدم وأكثر أساليب الرسم إثارة للجدل عبر التاريخ وهما فن رسم الطبيعة وفن رسم الأشخاص.
لا للاحتلال: انهيارات وتأثيرات جانبية، 24 يونيو - 29 أوكتوبر، 2017
الموقع: متحف هيسيل، جامعة بارد، نيويورك، الولايات المتحدة الأميركية
يقدم المعرض مجموعة من اللوحات التي تعود لفترة 1990 وحتى 2016، والتي تستعرض تواريخ عديدة تتقاطع ضمن إطار جغرافي وسياسي واحد: العالم المتحدث باللغة العربية - منطقة جغرافية تتضمن الإثني وعشرين دولة التابعة لجامعة الدول العربية والتي تمتد حدودها الحالية ما بين موريتانيا، وشمال أفريقيا، وغرب آسيا.
كان اغتراب البحر بين رصاصتين، 5 سبتمبر - 17 ديسمبر، 2017
الموقع: مركز كاتزن للفنون، متحف الجامعة الأمريكية، واشنطن العاصمة
هذا المعرض يستعرض مجموعة من الأعمال الحديثة والمعاصرة ليبرز «الفراغ التصويري» الذي يحدث حول العنف سواء بشكل شخصي أو بنيوي.

## النشاطات الثقافية
النشاطات الثقافية
جولات للمدارس:
توفر مؤسسة بارجيل للفنون جولات مجانية لمعارضها. تدار هذه الجولات عادة من قبل قيمي المؤسسة  ماندي مرزبان، وكريم سلطان، وسهيلة طقش.
مناقشات وندوات ومحاضرات:
تنظم وتشارك مؤسسة بارجيل للفنون في ندوات ومناقشات كبناة الأمة بالمشاركة مع مديرة آرت دبي أنتونيا كارفر، رسم القومية (مع المناقشين سلوى مقدادي، وسلطان سعود القاسمي، وابتسام عبدالعزيز، ود. شارون باركر، وإيزابيلا إلهه هيوغز) ومحاضرات عامة تتضمن ديناميكية الفن العربي الحديث والجماليات لباتريك إم كاين، أستاذ دراسات عليا ليبرالية، كلية الشارقة للطالبات، كليات التقنية العليا.
موسوعة متحف للفن الحديث والعالم العربي
التي تم إطلاقها على شبكة الإنترنت مؤخرا، موسوعة متحف للفن الحديث والعالم العربي هي مشروع طويل الأمد يهدف إلى تأمين مصدر معلومات هائل عن الفنانين العرب وتاريخهم.
قامت مؤسسة بارجيل للفنون بالمساهمة بتزويد صور فوتوغرافية لأعمال مهمة من ضمن مجموعتها الفنية لقسم الصور الأرشيفية للموسوعة.
http://www.encyclopedia.mathaf.org/en/Pages/default.aspx
معهد جوجل الثقافي
يتضمن موقع معهد جوجل الثقافي فوق ال 500 عمل فني المأخوذ من مجموعة بارجيل للفنون. المجموعة الفنية الموجودة على الموقع تتضمن أيضا اثنا عشر معرضا مأرشفا.
https://www.google.com/culturalinstitute/u/0/collection/barjeel-art-foundation

## أبرز اتفاقيات الإعارة
قامت مؤسسة بارجيل للفنون وتستمر بإعارة أعمال فنية من مجموعتها لمؤسسات محلية وعالمية. من المنظمات التي قامت باستعارة أعمال فنية من مؤسسة بارجيل للفنون معهد سيرالفس في بورتو، ومتحف موري في طوكيو، المتحف الجديد في نيويورك، ومعهد العالم العربي في باريس، ومتحف الشارقة للحضارة الاسلامية.

## روابط خارجية
مؤسسة بارجيل للفنون... مرجع الفن العربي الحديث
مؤسسة بارجيل للفنون في معهد جوجل الثقافي.